# Etossichina
L'etossichina (anche E324) è un composto chimico affine alla chinolina, che veniva usato (e in alcuni paesi viene tuttora usato) come prodotto fitosanitario.
Nell'Unione europea l'etossichina è stata esclusa dalla lista dei prodotti ammessi nel 2011, con proroghe in alcuni paesi (in Italia fino al 15 gennaio 2013).
Negli Stati Uniti l'etossichina è tuttora consentita, mentre non lo è in diversi altri paesi, oltre all'UE, per esempio l'Australia, la Nuova Zelanda e le Filippine.